# Carlo Marcellini
Carlo Marcellini (* 1643 in Florenz; † 22. Juni 1713 ebendort) war ein italienischer Bildhauer, Architekt und Schriftsteller.

## Leben
Carlo Marcellini begann seine Ausbildung als Goldschmied und wurde dann Schüler des Malers Felice Ficherelli. Nach dem Tod des Meisters im Jahr 1660 begann er seine Ausbildung zum Bildhauer im Atelier von Bartolommeo Cennini. 1671 schickte ihn Cosimo III. de’ Medici nach Rom, um bei Ercole Ferrata an der Accademia granducale di Roma zu studieren. Ab 1672 wurde Ferrata von Ciro Ferri unterstützt, der Carlo Marcellini im Zeichnen und Modellieren ausbildete.
Zwischen 1672 und 1674 arbeitete Carlo Marcellini mit Ferri zusammen und schuf die Engel des Ziboriums in Santa Maria in Vallicella (Chiesa Nuova) in Rom. In denselben Jahren besuchte er auch die Accademia di San Luca, wo er 1672 den ersten Preis für Bildhauerei der „Ersten Klasse“ mit einem Basrelief in Terrakotta gewann, das den Mythos von Deukalion und Pyrrha (verloren) darstellt.

### Bildhauer und Dekorateur
Ab 1673 fertigte er seine ersten eigenständigen Aufträge an, darunter die Büste von Galileo Galilei, die sich heute im Museo Galileo in Florenz befindet. 1676 wurde er nach Florenz gerufen um das Modell eines Reiterdenkmals für Großherzog Ferdinando II. de’ Medici vorzubereiten (nie ausgeführt) und zog in die ehemalige-Werkstatt von Bartolommeo Cennini „alla Sapienza“, die seit dem Tod des Meisters frei stand.
Im Jahre 1677 arbeitete er mit Ferrata an der Restaurierung antiker Statuen.
Von 1677 bis 1685 beteiligte er sich an der Ausgestaltung der Kapelle der Kirche Santa Maria Maddalena dei Pazzi.
Im Jahr 1677 wurde er in die Accademia delle Arti del Disegno aufgenommen.
Zwischen 1679 und 1683 arbeitete er für Ferdinando II. in der Villa Medici in Pratolino. 1683 war er an der Ausschmückung der Corsini-Kapelle in Santa Maria del Carmine beteiligt, wo er unter der Leitung von Giovanni Battista Foggini einen marmornen Gottvater an der Spitze des Hochaltars schuf.
Zwischen 1685 und 1686 erhielt Carlo Marcellini Aufträge von der Großherzogin, der Witwe Vittoria della Rovere, für ihre Villa in Poggio Imperiale und dann für die Realisierung des Grabdenkmals des 1686 verstorbenen Vincenzo Farinola in San Marco in Florenz.
- 1688–1693 Stuckdekoration der Bögen der Kapellen im Kirchenschiff der Basilika Santissima Annunziata
- 1688–1693 Marmorstatue des Heiligen Dominikus (1692–1693) für die Feroni-Kapelle in der Basilica della Santissima Annunziata
- 1695–1697 Stuckarbeiten und Intarsien für den Palazzo Corsini[4]
- 1698 und 1700 dekorative Stukkaturen in zwei Räumen des Palazzo Ginori
- 1699 Marmorbüste von Cosimo III., Ospedale di Santa Maria Nuova
- 1699 Stukkaturen, Kirche Santa Lucia alla Castellina
- 1700–1710 Stuck, Kapelle des San Giovanni Gualberto, Abtei von Vallombrosa[5]
- 1702 Stuck, Kreuzgewölbe, Kirche Santi Michele e Gaetano[6]
- ca. 1710 Stuck des Oratoriums Santissimo Sacramento, Calenzano[7]
- ca. 1710 (verschollen) Hochaltar, Kirche San Giovannino degli Scolopi

### Architektur
1685 begann Carlo Marcellini seine Karriere als Architekt und schuf im Auftrag von Domenico Melani das Ospizio per i Pellegrini (zerstört). Zwischen 1701 und 1710 schuf er die wichtigste architektonische Arbeit seiner Karriere, die Kirche des Ospedale San Giovanni di Dio. Der Rohbau des Gebäudes wurde 1702 fertiggestellt, die Fassade zwischen 1707 und 1708. Carlo Marcellini, der keine Gegenleistung verlangte, wollte seinen Namen mit dem Gebäude verbinden, indem er es als seine Begräbnisstätte wählte.

### Bühnenbild
Carlo Marcellini war auch als Bühnenbildner tätig, indem er Aufführungen inszenierte und Dekorationen für Zier- oder Festmaschinen schuf: zum Beispiel für den Karneval (1683); die Befreiung Wiens (1683); die Befreiung Budapests (1686); die Kostüme zur Hochzeit von Anna Maria Luisa de’ Medici (1691) und 1694 war er für den Katafalk zur Beerdigung von Pater F. Franci verantwortlich (San Filippo Neri, Florenz).

### Schriften
Carlo Marcellini veröffentlichte 1676 in Rom unter dem Pseudonym Merlin Caracolli, ein Anagramm seines Namens, die Komödie L’amante spiantato, die noch nach seinem Tod 1715 aufgeführt wurde. Er schrieb viele Gedichte, von denen nur ein Teil veröffentlicht wurde, und betätigte sich an verschiedenen Florentiner Akademien, darunter die Accademia dell’Arsura, zu deren Mitbegründern er unter dem Namen „Spiantato“ gehörte.
Carlo Marcellini starb am 22. Juni 1713 in Florenz.

## Archivalien
- Archivio di Stato di Firenze, Arte dei medici e speziali, 262, c. 74v
- Florenz, Biblioteca Marucelliana, Mss., C. 27: Libro di ricordi di Folco Portinari (1711–20), c. 89,
- Florenz, Biblioteca Nazionale, Poligrafo Gargani, 1210, nn. 215–223; 1211, nn. 42–46
- Ibid., Magl., Cl. IX.66: G. Cinelli, La Toscana letterata, parte prima, ovvero storia o catalogo degli scrittori fiorentini